# Volkspolizei
Volkspolizei (trad.: Poliția Populară, prescurtare VP – Volkspolizei, oficial DVP – Deutsche Volkspolizei) a fost poliția organizată central în Zona de ocupație sovietică și Republica Democrată Germană, care a suferit de-a lungul timpului diverse restructurări. 

## Istoric

Drapelul organizației între anii 1945–1990

În iunie 1945, Administrația Militară Sovietică din Germania (SMAD) a permis formarea forțelor de poliție în zona de ocupație sovietică. Acestea se bazau pe poliția de stat (Landespolizei) din vremea Republicii Weimar și erau subordonate ministerelor de interne ale celor cinci țări situate în zona de ocupație Sovietică. În timpul înființării, la nivelul conducerii au fost numiți aproape în exclusivitate membrii KPD (Partidul Comunist German).

## Parc tehnic

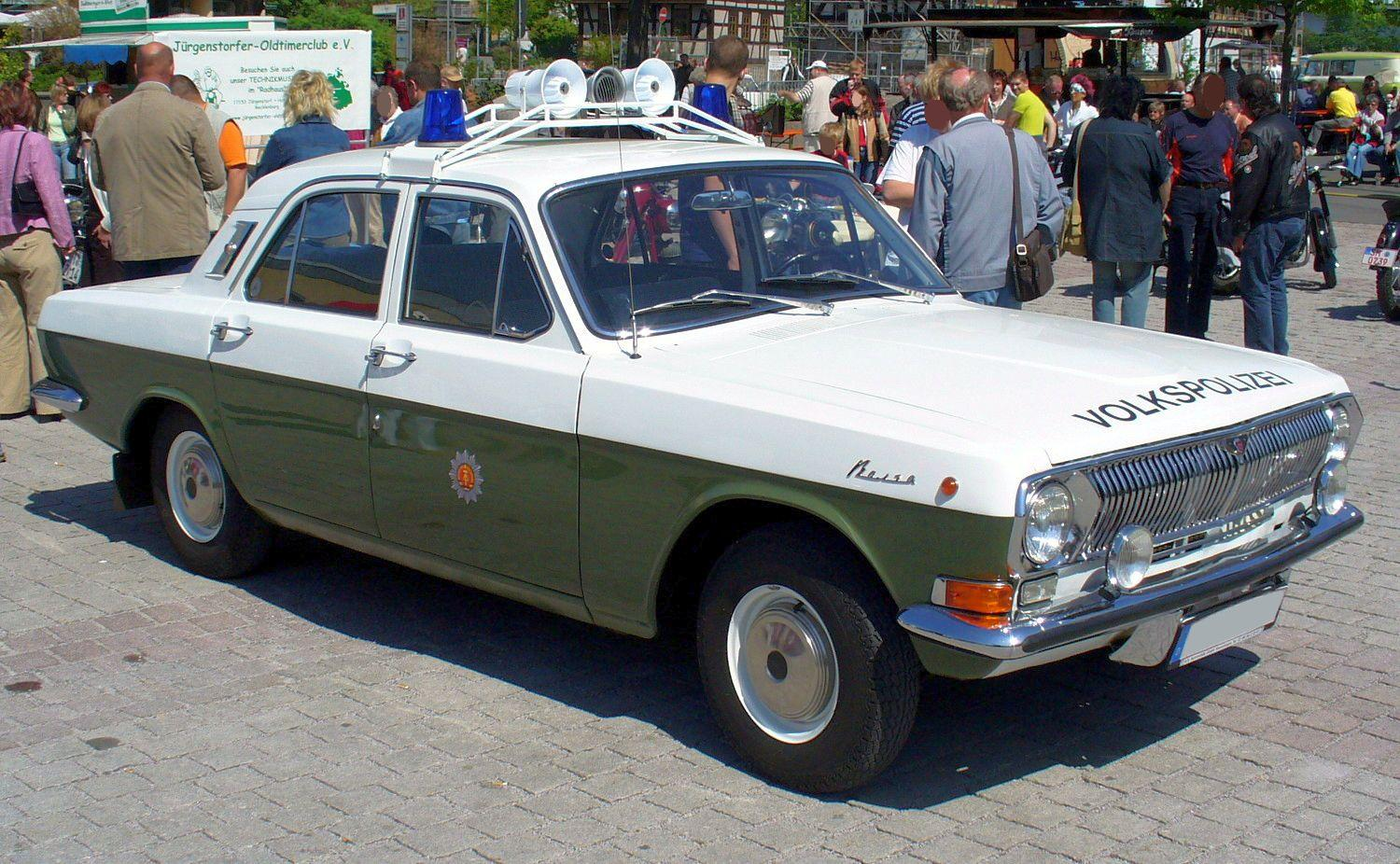
Mașina tip GAZ-24 Volga, vopsită în culorile poliției
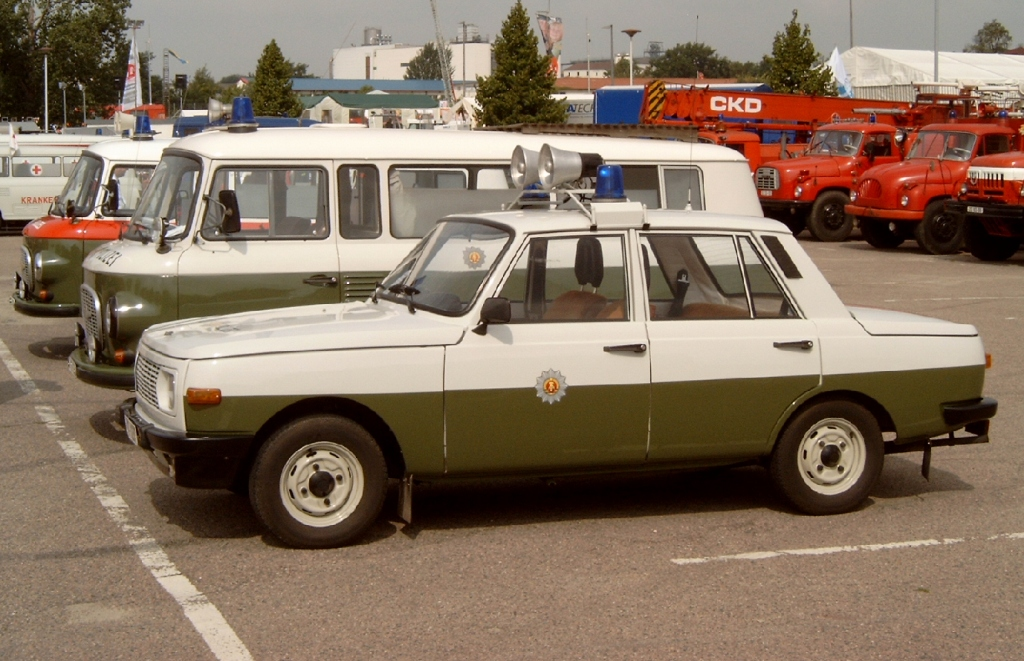
Dotații din parcul tehnic
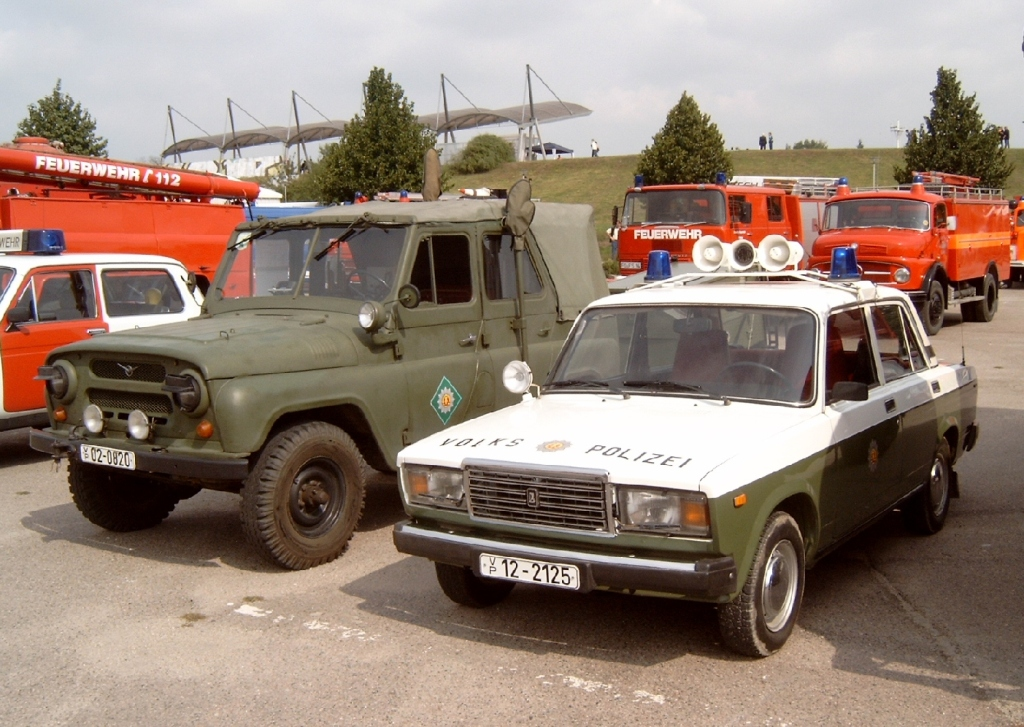
Mașini de poliție
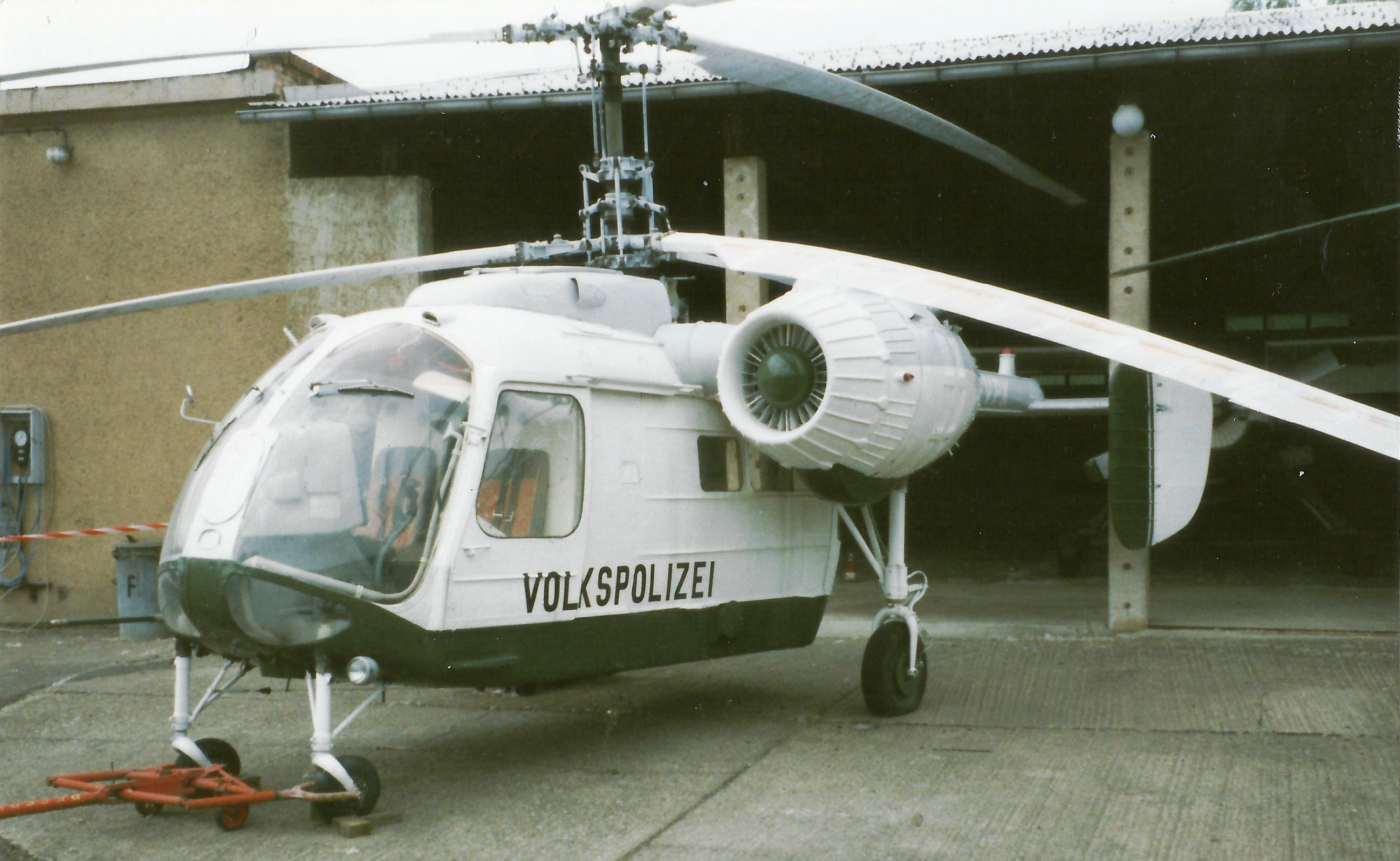
Un elicopter Kamov Ka-26

## Legături externe
Materiale media legate de Volkspolizei la Wikimedia Commons